# I. Marlene King
Ina Marlene King (Ratisbona, 22 maggio 1962) è una produttrice televisiva, sceneggiatrice e regista statunitense di origini tedesche.

## Biografia
È nota principalmente per essere la showrunner e produttrice esecutiva del teen drama di ABC Family Pretty Little Liars.
Nel 1995 scrisse il lungometraggio Amiche per sempre. Nel 2014 è stato annunciato che avrebbe riadattato il romanzo horror di Danielle Vega The Merciless in una pellicola cinematografica, seguito dalla serie di romanzi The Perfectionists nuovo spin-off di Pretty Little Liars e "The Heiresses" di Sara Shepard (l'autrice dei romanzi da cui è tratto anche Pretty Little Liars, Giovani, carine e bugiarde) in delle serie televisiva per ABC Family.

## Vita privata
Marlene King è sposata con Shari Rosenthal, ed ha due figli, Emerson ed Atticus.

## Televisione

### Regista
- Mia sorella è invisibile! (Invisible Sister), regia di Paul Hoen – film TV (2015)

| Anno      | Titolo                                  | Ruolo                                                |
| --------- | --------------------------------------- | ---------------------------------------------------- |
| 1996      | Tre vite allo specchio                  | Sceneggiatura                                        |
| 1999      | Saving Graces                           | Sceneggiatura                                        |
| 2010–2017 | Pretty Little Liars                     | Sceneggiatura, produzione esecutiva, regia, sviluppo |
| 2012      | Pretty Dirty Secrets                    | Produzione esecutiva                                 |
| 2013      | Ravenswood                              | Sceneggiatura, produzione esecutiva, regia           |
| 2017      | Famous in Love                          | Sceneggiatura, produzione esecutiva, regia           |
| 2019      | Pretty Little Liars: The Perfectionists | Sceneggiatura, produzione esecutiva, regia           |
| 2019      | The Heiresses                           | Sceneggiatura, produzione esecutiva, regia           |
| 2022      | Pretty Little Liars: Original Sin       | Produzione esecutiva                                 |

## Cinema
| Anno | Titolo                                      | Ruolo                               |
| ---- | ------------------------------------------- | ----------------------------------- |
| 1995 | Amiche per sempre                           | Sceneggiatura, produzione associata |
| 1995 | Senior Trip - La scuola più pazza del mondo | Sceneggiatura                       |
| 2006 | Baciati dalla sfortuna                      | Sceneggiatura                       |